# سركوة شره (مقاطعة تشرام)
سركوة شره (بالفارسية: سرکوه شره) هي قرية تقع في قسم بشتة ذيلايي الريفي (مقاطعة تشرام) في إيران.